# XSPF
XML Shareable Playlist Format або XSPF — відкритий формат даних для плейлистів, заснований на XML і розробляється Xiph.Org Foundation.